# Boyz II Men
Boyz II Men er en R&B-gruppe fra USA. Gruppen blev dannet i 1988.

## Diskografi
Studiealbum
- Cooleyhighharmony (1991)
- Christmas Interpretations (1993)
- II (1994)
- Evolution (1997)
- Nathan Michael Shawn Wanya (2000)
- Full Circle (2002)
- Throwback, Vol. 1 (2004)
- The Remedy (2006)
- Motown: A Journey Through Hitsville USA (2007)
- Love (2009)
- Twenty (2011)
- Collide (2014)
- Under the Streetlight (2017)